# 람포링쿠스
람포링쿠스(Rhamphorhynchus)는 쥐라기 후기에 살았던 익룡의 일종이다.

## 개요
람포링쿠스아과에 속하는 이 익룡은 끝에 긴 꼬리가 있었고, 앞다리에 막이 있어서 하늘을 날아다닌 것을 알 수 있었다.
람포링쿠스아과는 람포링쿠스를 비롯한 초기 익룡들이 속해 있는 익룡무리였다. 이 무리는 트라이아스기와 쥐라기에 번성했다가 백악기 때, 프테로사우루스라는 새로운 무리가 나타나면서 대거 사멸하였다.

람포링쿠스의 화석은 독일에서 처음 발견되었으며 꼬리까지의 길이는 20cm 정도지만, 날개를 펴면 2m에 이른다. 꼬리를 가진 익룡 중에 날개의 길이가 가장 길다. 이 익룡은 곤충이나 작은 물고기를 잡아 먹었을 것으로 추측한다.